# Descarpentriesius depressus
Descarpentriesius depressus – gatunek pluskwiaków różnoskrzydłych z rodziny zajadkowatych. Jedyny znany gatunek monotypowego rodzaju Descarpentriesius.

## Opis rodzaju
Przedplecze trapezoidalne. Scutellum prawie owalne. Półpokrywy tak długie jak odwłok

## Opis gatunku
Ciało długości 15,5 mm. Przedplecze brązowe z przyciemnionymi kątami przednimi i bocznymi. Tarczka brązowa, na wierzchołkach u podstawy żółto rozjaśniona. Powierzchnia górna przedplecza i scutellum silnie granulowana. 

## Występowanie
Gatunek ten jest endemitem Madagaskaru.